# 瑟沃-莫泰
瑟沃-莫泰（法語：Seveux-Motey，發音：[səvø mɔtɛ]）是法国上索恩省沃苏勒区的一个市镇，于2019年1月1日由原市镇瑟沃和索恩河畔莫泰合并而成，行政中心位于瑟沃。
瑟沃-莫泰是一个新市镇，由两个原市镇单一合并（彻底合并为一个市镇）而来，故两个原市镇不是委派市镇。

## 地理
瑟沃-莫泰（47°33'28"N, 5°44'57"E）面积19.88 平方千米，位于法国勃艮第-弗朗什-孔泰大區上索恩省，该省份为法国东部内陆省份，北起顺时针与孚日省、贝尔福地区省、杜省、汝拉省、科多尔省和上马恩省接壤。
与瑟沃-莫泰接壤的市镇（或旧市镇、城区）包括：芒布雷、索恩河畔梅尔塞、博热-圣瓦利耶-皮埃尔瑞和基特尔、伊尼、圣雷娜、圣冈、韦莱克松-克特雷和沃代。
瑟沃-莫泰的时区为UTC+01:00、UTC+02:00（夏令时）。

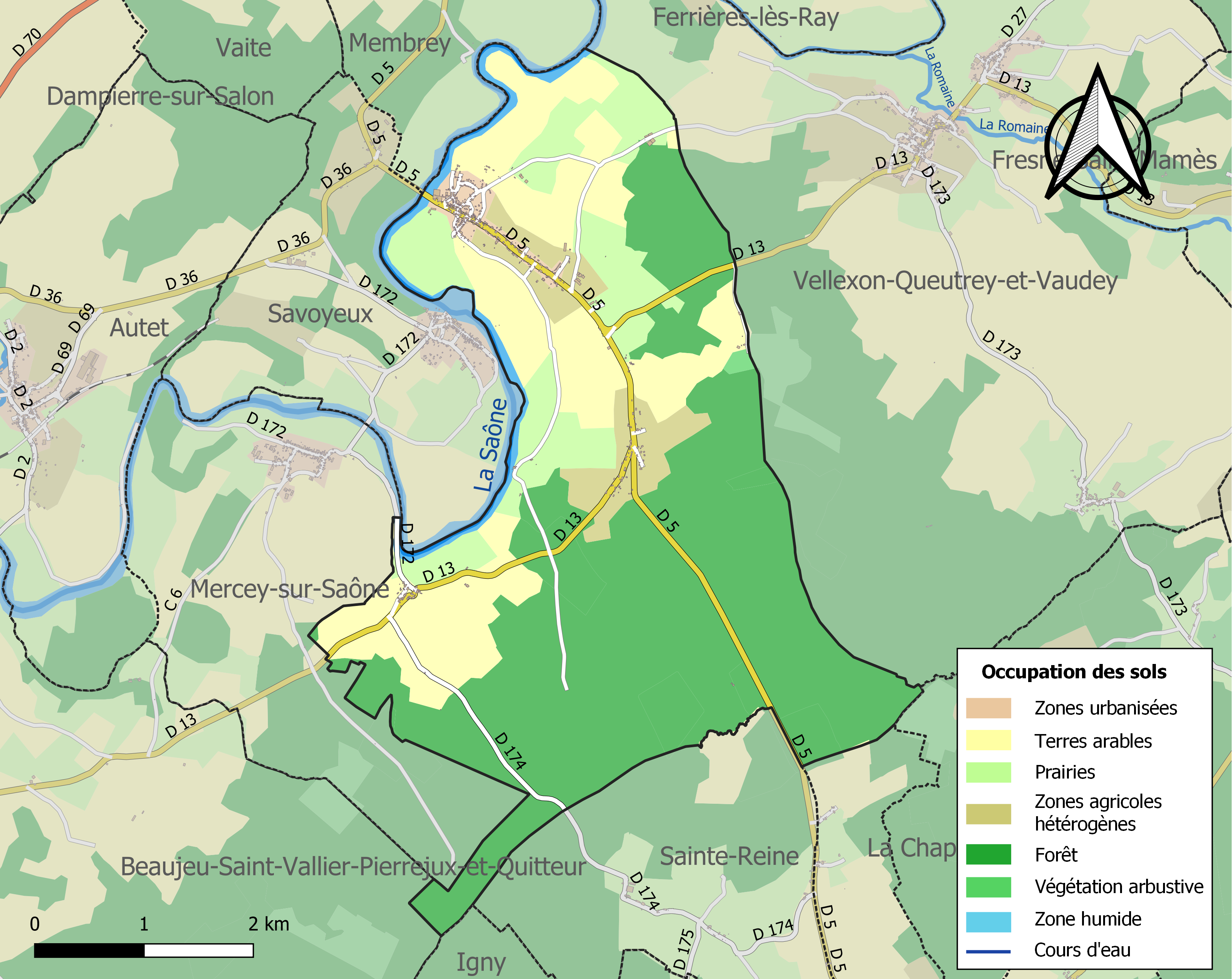
瑟沃-莫泰的OSM定位图

## 行政
瑟沃-莫泰的邮政编码为70130，INSEE市镇编码为70491。

## 政治
瑟沃-莫泰所属的省级选区为索恩河畔塞和圣阿尔班县。

## 人口
瑟沃-莫泰于2022年1月1日时的人口数量为474人。